# Yonderboi

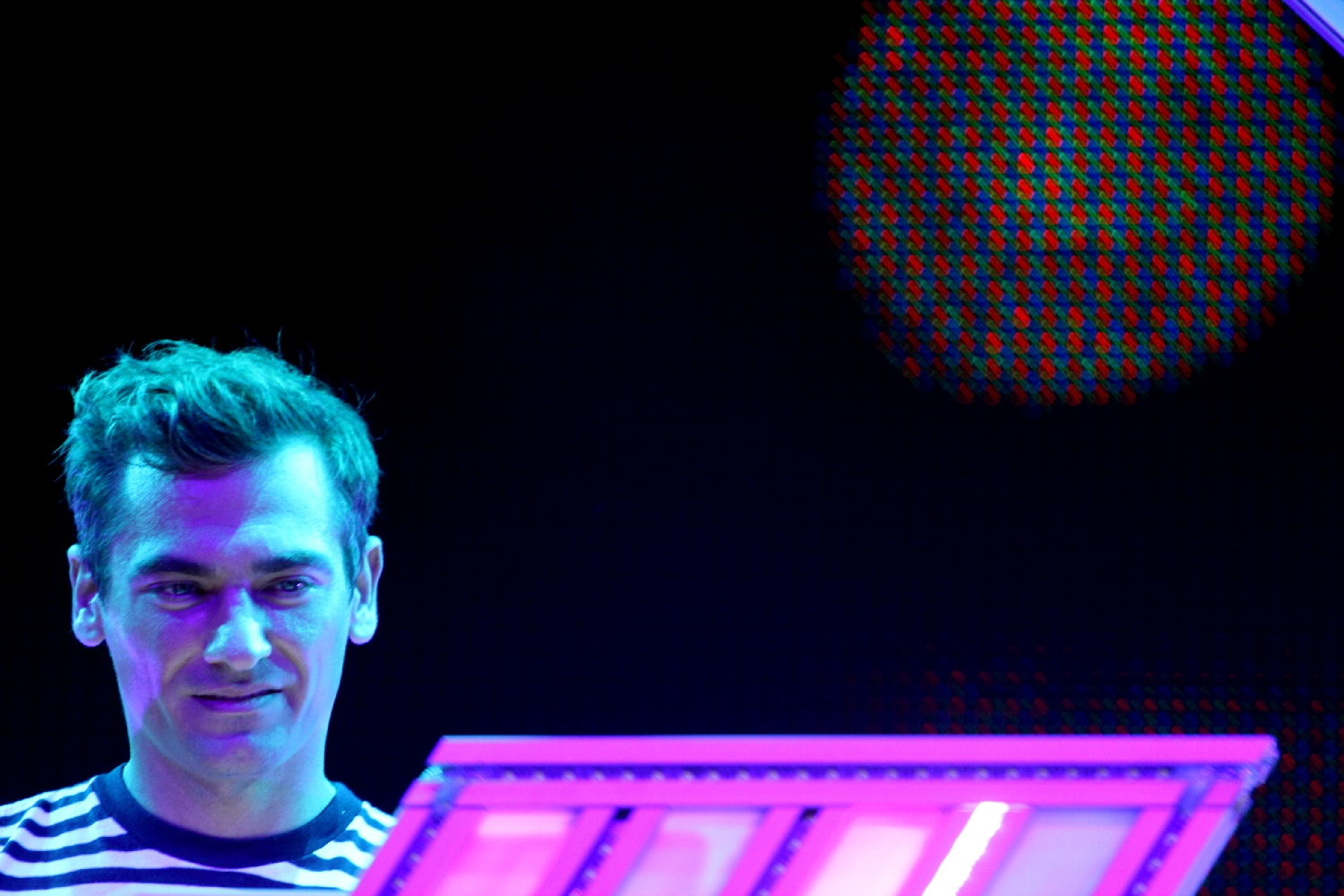
Yonderboi em 2006

Yonderboi é o nome artístico de László Fogarasi Jr., compositor húngaro fortemente influenciado pela música eletrónica.

## Biografia
Nascido em Kaposvár, desde cedo demonstrou interesse pela música. Porém, nunca lhe foi permitido cantar no coro da escola porque sua professora achava-o "duro de ouvido" e só lhe permitia fingir que cantava, abrindo e fechando a boca, embora elogiasse o seu bom senso de ritmo aos seus pais. Na escola secundária, teve lições de guitarra, mas estas ficaram em segundo plano quando lhe ofereceram a primeira placa de som mono para o computador. Cedo submergiu nos cliques e bips da música tecnóide programada. Estava menos encantado com o estilo do que com o facto de poder criar música.
As suas primeiras influências musicais foram descobertas na colecção de discos do seu pai. Ele saciou o seu apetite por todos os tipos de música, sintonizando estações de rádio de ondas curtas e médias e, mais tarde, rádio via satélite. Aqui ouviu a música pela qual vivia. As verdadeiras raízes da sua música, porém, podem ser encontradas nas bandas sonoras dos desenhos animados europeus do leste.
Nos seus últimos anos de liceu, Yonderboi conseguiu viajar duas ou três vezes à capital, com a esperança de encontrar um ou dois discos novos interessantes. Mas, quando não conseguia encontrar aquilo que exactamente desejava, decidia fazê-lo ele próprio. Tinha 16 anos quando enviou a sua primeira demo à Juice Records, em Budapeste. Deste modo, o seu primeiro lançamento está na compilação Future Sound of Budapest 2 (1998), a qual ganhou reputação internacional. O single Pink Solidism, lançado na Hungria foi então incluído em muitas outras compilações em diferentes países.
Depois de terminar o liceu, Yonderboi dirigiu-se para Budapeste no verão de 1999. Enquanto procuravam um apartamento, gravaram o álbum Shallow and Profound numa sala vazia do edifício da sua companhia discográfica. O álbum foi completamente instrumentado com equipamento original, incluindo um órgão Vermona da antiga Alemanha de Leste. Eles apenas tiveram que passar alguns serões no estúdio para colocar as vozes e os instrumentos acústicos, utilizando vibrofone, acordeão, sax e guitarra. A mistura foi feita em casa num monitor desk artesanal emprestado.
Shallow and Profound intitula o álbum a solo do húngaro de 19 anos Yonderboi, publicado na editora alemã Mole. Esse álbum é uma mistura de downtempo, trip-hop, lounge music e bar-jazz dos anos 60. Apesar de ter sido gravado com métodos e ferramentas extremamente simples, este álbum impressiona a audiência pela maturidade musical. Os temas são da sua autoria, com excepção de uma incursão pelo mundo dos Doors e uma canção de Herbie Hancock.
As influências de Yonderboi remetem para a velha escola francesa de Hip Hop, para as bandas sonoras de desenhos animados do Leste Europeu e para o cinema negro dos anos 60, tudo com um travo húngaro.

## Discografia
- 2000 - Shallow and Profound
- 2005 - Splendid Isolation